# آرنولد کیرک-اسمیت
آرنولد کیرک-اسمیت (به انگلیسی: Arnold Kirke-Smith) بازیکن فوتبال زادهٔ ۲۳ آوریل ۱۸۵۰ اهل انگلستان بود که سابقهٔ بازی در تیم ملی فوتبال انگلستان را در کارنامهٔ خود دارد. وی در تاریخ ۳۰ نوامبر ۱۸۷۲ تنها بازی ملی خود را در مقابل تیم ملی فوتبال اسکاتلند انجام داد.